# 次之內閣
次之內閣（日语：／）是日本事實上的影子內閣，首次設立於1999年至2009年之間，並於2012年至2017年間再次運作，當時由民主黨及其2016年的繼任者擔任自由民主黨和公明黨執政聯盟的主要反對黨。自2017年起，次之內閣一直未被使用，但在2022年，由立憲民主黨黨魁泉健太為即將到來的日本大選重新啟用。

## 歷屆次之內閣
- 泉健太次之內閣（2022年——2024年）
- 野田佳彥次之內閣（2024年至今）